# The Tangent
The Tangent – międzynarodowa progresywna grupa rockowa założona przez gitarzystę The Flower Kings, Roine'a Stolta, basistę Jonasa Reingolda oraz perkusistę Zoltana Csörsza. 
Zespół był uzupełniony przez znanego saksofonistę Davida Jacksona z Van der Graaf Generator i multiinstrumentalistę Guya Manninga. 
Od 2003 roku po kilku zmianach personalnych zespół wydał cztery albumy studyjne i dwa albumy koncertowe, grał koncerty i brał udział w festiwalach w USA, Wielkiej Brytanii, Niemczech, Holandii, Szwecji i Francji.

## Muzycy
W skład zespołu wchodzą:
- Andy Tillison – instrumenty klawiszowe, gitara, wokal
- Guy Manning – instrumenty akustyczne, wokal
- Theo Travis – saksofon, flet, klarnet
- Paul Burgess – perkusja
- Jonathan Barrett – gitara basowa
- Chas Dickie – wiolonczela

### Pozostali członkowie
- Roine Stolt – gitara, wokal
- David Jackson – saksofon, flet
- Sam Baine – klawisze, wokal
- Zoltan Csörsz – perkusja
- Krister Jonsson – gitara
- Jonas Reingold – gitara basowa
- Jaime Salazar – perkusja
- Rikard Sjöblom – klawisze, wokal
- David Zackrisson – gitara
- Robert Hansen – gitara basowa
- Magnus Östgren – perkusja
- Jakko Jakszyk – gitara
- Luke Machin - gitara

## Dyskografia
Na dyskografię zespołu składają się następujące albumy:

### Albumy studyjne
- The Music That Died Alone (2003)
- The World That We Drive Through (2004)
- A Place In The Queue (2006)
- Not As Good As The Book (2008)
- Down and Out in PARIS and LONDON (2009)
- Comm  (2011)
- Le Sacre Du Travail (2013)
- A Spark In The Aether (2015)
- The Slow Rust Of Forgotten Machinery (2017)
- Proxy (2018)[6]
- Auto Reconnaissance (2020)
- Songs From the Hard Shoulder (2022)

### Albumy koncertowe
- Pyramids and Stars (2004)
- Going Off On One (2007)